# Vorderindien

Historische Landkarte von Vorderindien

Vorderindien stimmt mit einem großen Teil von Südasien überein und entspricht dabei in etwa den heutigen Staatsgebieten von Pakistan, Nepal, Bhutan, Bangladesch, Indien, Sri Lanka und Myanmar. Vorderindien umfasst dabei den Indischen Subkontinent vollständig, ohne sich mit diesem zu decken.

## Begriff
Der alte deutsche Begriff „Vorderindien“  bezeichnete den aus europäischer Sicht vorderen Teil des als indisch verstandenen Gebietes. Der dahinterliegende Teil wurde Hinterindien genannt, wird heute als Südostasien bezeichnet. Auch sprach man von Inselindien, der Begriff ist jedoch veraltet.